# Sarawakus frustulosus
Sarawakus frustulosus är en svampart som först beskrevs av Berk. & M.A. Curtis, och fick sitt nu gällande namn av Lar.N. Vassiljeva 1998. Sarawakus frustulosus ingår i släktet Sarawakus och familjen Hypocreaceae.   Inga underarter finns listade i Catalogue of Life.